# Abația Jędrzejów
Abația Jędrzejów este o fostă abație cisterciană fondată în secolul al XII-lea în Polonia. Orașul Jędrzejów s-a format în jurul ei. Fericitul episcop de Cracovia și istoric polonez, Wincenty Kadłubek, a trăit în această mănăstire timp de 5 ani și a fost înmormântat acolo. În secolul al XV-lea sculptorul Veit Stoss (în poloneză Wit Stwosz) a lucrat acolo. 